# Oz turtulski

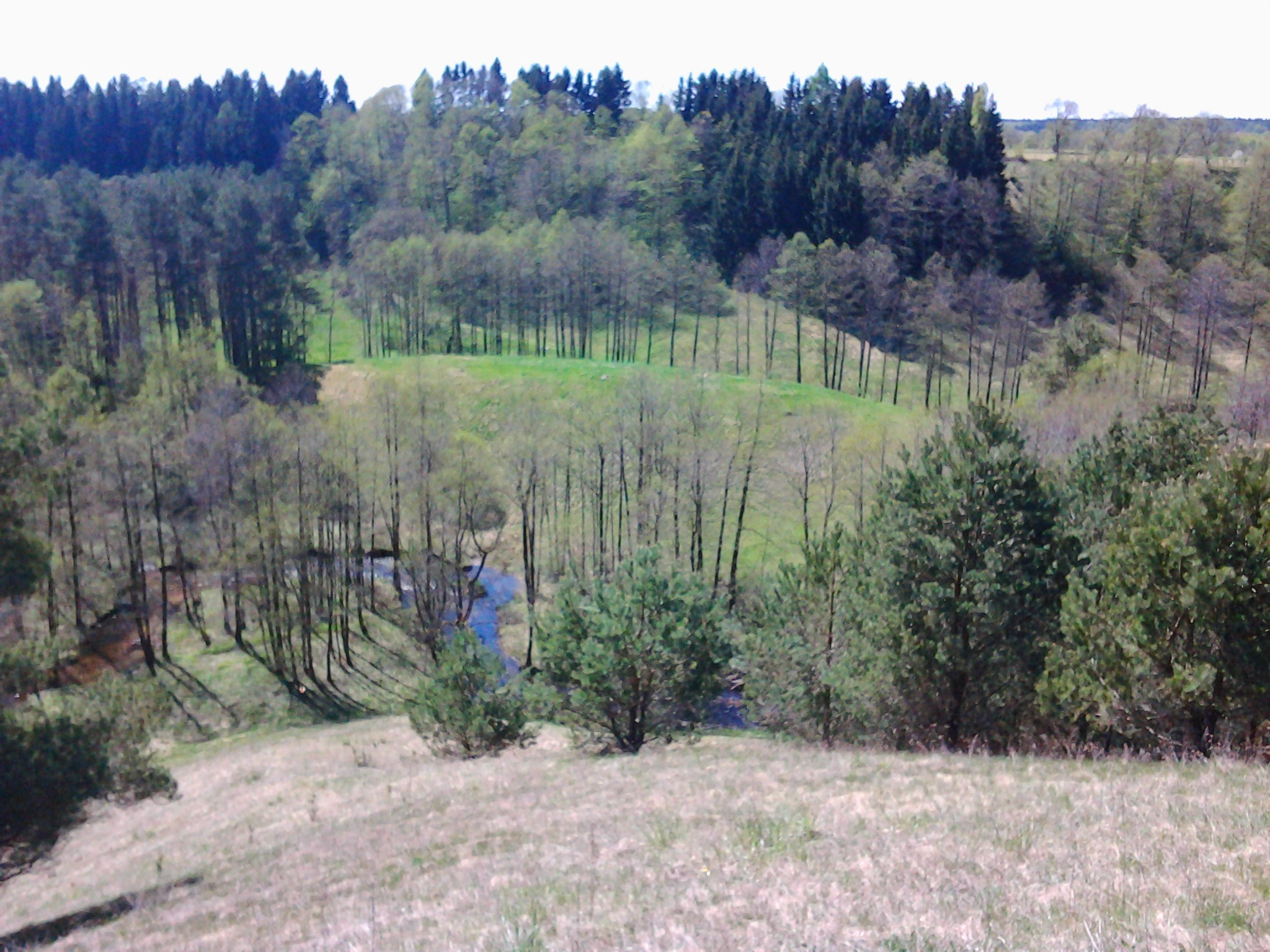
Widok na fragment ozu ze ścieżki poznawczej

Oz turtulski – oz leżący w dolinie Czarnej Hańczy, w gminie Jeleniewo, na terenie Suwalskiego Parku Krajobrazowego.
Oz, będący pozostałością po zlodowaceniu północnopolskim, ma długość ponad 3 km i składa się z 13 pagórków, z których 2 są widoczne jako wysepki na zalewie przy dawnym turtulskim młynie. Pagórki zbudowane są z piasku, żwiru, mułu i gliny, ułożonych warstwowo.
Oz turtulski zajmuje obszar około 80 ha i położony jest na wysokości 199–210 m n.p.m.
W pobliżu przebiega ścieżka poznawcza „Doliną Czarnej Hańczy”.